# Hanne Ørstavik
Hanne Cathrine Ørstavik (født 28. november 1969 i Tana) er en norsk forfatter. Hun voksede op i Tana i Finnmarken, men flyttede til Oslo, da hun var 16 år gammel.
Hun er cand.mag. fra Universitetet i Oslo med fagene psykologi, fransk og sociologi. Hun har også to grundfag fra Statens Lærerhøgskole i drama og formning, og har gået på forfatterstudiet i Bø. Både forfatterens uddannelse og opvækst udgør en tematisk klangbund i flere af hendes romaner.
Hun debuterede med romanen Hakk (1994) og fulgte op med Entropi (1995). Det som karakteriserer disse bøger er en minimalistisk stil, hvor hun bruger korte, beskrivende sætninger, fokuserer på observationer og konkrete registreringer.
Romanerne fra slutningen af 1990'erne viser forfatterens udvikling. Kjærlighet (1997), Like sant som jeg er virkelig (1999) og Tiden det tar (2000) regnes tematisk som en trilogi. Trilogien skildrer nære familierelationer, hvor forældrefigurene svigter. Hun skildrer personer, som har vanskeligt med at finde et brugbart sprog, og derfor udelukkes fra kommunikationen eller lukkes inde i sig selv.
Hanne Ørstavik har modtaget en lang række litterære priser for sine bøger, og de er oversat til mange sprog. De fleste af hendes romaner har fået stor opmærksomhed fra både kritikere og publikum. Men forfatterskabet er også omdiskuteret. Ørstavik er blandt andet blevet kritiseret for at bruge levende modeller i sine romaner. Unn Conradi Andersen viser i et studie udgivet i 2009, hvordan blandt andet Hanne Ørstaviks bøger har blevet ramt af en stereotyp kritik med beskyldninger om intimidering og melodrama, som ikke på samme måde rammer mandlige forfattere.
Ørstaviks forfatterskab har været genstand for mange hovedopgaver ved norske universitet. I 2008 blev bogen Åpninger. Lesninger i Hanne Ørstaviks forfatterskap udgivet. Ifølge forordet skal den videreføre "den engagerede debat" om forfatterskabet.

## Priser
- Tanums kvindestipendie 1998
- P2-lytternes romanpris 1999, for Like sant som jeg er virkelig
- Sult-prisen 1999
- Havmannprisen 2000, for Tiden det tar
- Oktoberprisen 2000
- Doblougprisen 2002
- Amalie Skram-prisen 2002
- Klassekampens litteraturpris 2004, for Presten
- Brageprisen 2004, for Presten
- Aschehougprisen 2007